# Antonella Bellutti
Antonella Bellutti (n. 7 noiembrie 1968, Bozen, Italia) este o ciclistă italiană, medaliată olimpică. A participat la 3 ediții ale Jocurilor Olimpice (1996, 2000, 2002) în care a câștigat două medalii de aur.